# Bourneau
Bourneau település Franciaországban, Vendée megyében. Lakosainak száma 717 fő (2022. január 1.). Bourneau Marsais-Sainte-Radégonde, Mervent, Pissotte, Saint-Cyr-des-Gâts, Sérigné, Vouvant és Rives-du-Fougerais községekkel határos.

## Népesség
A település népességének változása:
| Lakosok száma | 750  | 747  | 761  | 734  | 728  | 731  | 728  | 724  | 717  |
|               | 2013 | 2015 | 2016 | 2017 | 2018 | 2019 | 2020 | 2021 | 2022 |